# Chitonotus pugetensis
Chitonotus pugetensis är en fiskart som först beskrevs av Steindachner, 1876.  Chitonotus pugetensis ingår i släktet Chitonotus och familjen simpor. Inga underarter finns listade i Catalogue of Life.